# Каргил (округ)
Каргил (хинди कारगील; англ. Kargil) — округ в союзной территории Ладакх в составе Индии. 
Образован в 1979 году в результате выделения из части территории округа Лех. Включает изолированный район Занскар, жители которого на протяжении многих лет требуют выделения его в отдельный округ.
Административный центр — город Каргил, также в округе расположены населённые пункты Драс, Зангла, Канджи, Падам, Рангдум и другие. Площадь округа — 14 086 км².
По данным всеиндийской переписи 2001 года население округа составляло 119 307 человек. Уровень грамотности взрослого населения составлял 60,8 %, что немного выше среднеиндийского уровня (59,5 %). Доля городского населения составляла 8,9 %.
В Занскаре расположены известные буддийские монастыри Рангтун-Гомпа, Ланшот-Гомпа и Фуктал.
В 1999 на территории округа проходили боевые действия между Индией и Пакистаном.